# 阿廖娜
阿廖娜（羅馬化：Alyona，羅馬化：Aliona ) 是一个斯拉夫女性名字，源自古希腊語名字，羅馬化：Helenē （羅馬化：Helena）。阿廖娜也可以作爲叶莲娜的缩写。其他变体包括海倫娜（Helena）和海倫（Helen） 。

## 知名人士
- 阿廖娜阿廖娜（1991年—），乌克兰说唱歌手
- 阿廖娜·科斯托娜婭（2003年—），俄罗斯花样滑冰运动员
- 阿廖娜·萨夫琴科 （1984年—），乌克兰出生的德国双人滑运动员

## 虚构人物
- 阿廖娜·伊万诺夫娜（Alyona Ivanovna），费奥多尔·陀思妥耶夫斯基作品《罪与罚》中的角色